# Acianthera discophylla
Acianthera discophylla là một loài thực vật có hoa trong họ Lan. Loài này được (Luer & Carnevali) Luer mô tả khoa học đầu tiên năm 2004.